# Peste antonina

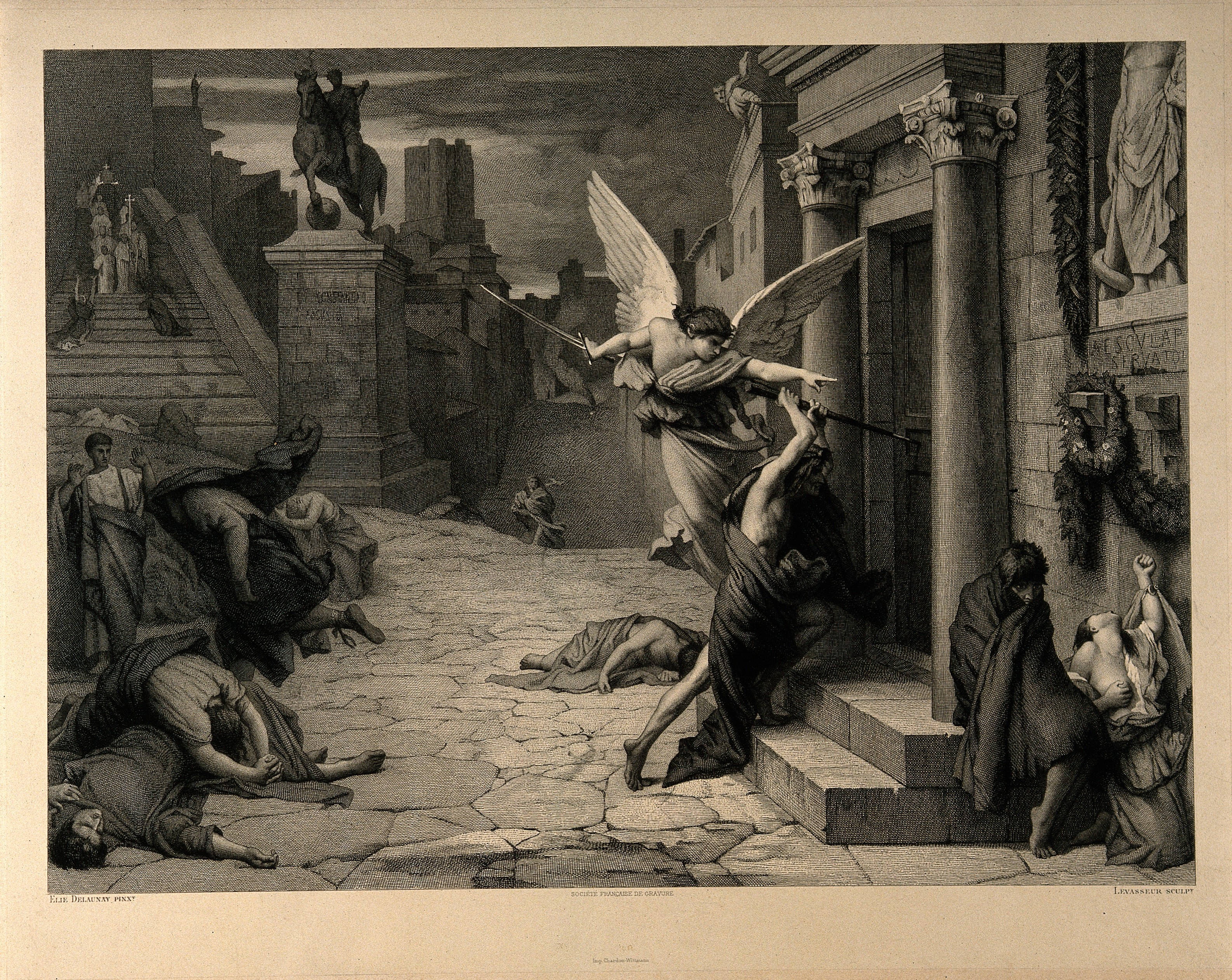
El ángel de la muerte golpeando una puerta durante la plaga de Roma. Grabado de Levasseur a partir de una obra de J. Delaunay.

La peste antonina, 165-180, conocida también como la plaga de Galeno, porque fue este famoso médico quien la describió, fue una epidemia de viruela o sarampión que afectó al Imperio romano. Fue llevada por las tropas que regresaban de la guerra pártica de Lucio Vero en Mesopotamia. La epidemia pudo causar la muerte del emperador romano Lucio Vero, quien falleció en 169 como corregente de Marco Aurelio, cuyo nombre de familia «Antonino» quedó asociado a la pandemia. La enfermedad volvió a estallar nueve años más tarde, según el historiador romano Dion Casio, y causó hasta 2000 muertes por día en Roma, una cuarta parte de las personas infectadas murió por ella. Se ha estimado que perecieron cinco millones de personas en total, aproximadamente un tercio de la población en algunas zonas, y, además, diezmó al ejército romano.

## Origen de la pandemia
Las fuentes antiguas concuerdan en que la epidemia apareció por primera vez durante el asedio romano de Seleucia, en el invierno de 165-66. El historiador romano Amiano Marcelino informó de que la plaga se extendió a la Galia y a las legiones a lo largo del Rin. Otro historiador y funcionario imperial romano, el eunuco Eutropio, afirmó que una gran población murió por todo el Imperio.

## Epidemiología
En 166, durante la epidemia, el famoso médico griego Galeno viajó desde Roma a su casa en Asia Menor. Regresó a Roma en el año 168, cuando fue convocado por los dos Augustos, y estuvo presente en un brote entre las tropas estacionadas en Aquileia, durante el invierno de 168-169. Sus observaciones directas y la descripción de los síntomas se encuentran en su tratado Methodus medendi, bastante breve, por lo que hay que recurrir a otras referencias, repartidas entre sus voluminosos escritos. Describe la plaga como «grande» y de larga duración, y menciona síntomas como la fiebre, la diarrea y la inflamación de la faringe, así como una erupción en la piel, a veces seca y purulenta, que en ocasiones aparece en el noveno día de la enfermedad. La información proporcionada por Galeno no define claramente la naturaleza de la plaga, pero los estudiosos han preferido generalmente diagnosticarla como viruela[cita requerida].
El historiador William H. McNeill afirma que la peste antonina y la peste de Cipriano posterior (251 - alrededor de 270) fueron brotes de dos enfermedades diferentes, uno de la viruela y otro del sarampión, aunque no necesariamente en ese orden. La devastación severa que sufrió la población europea por las dos plagas puede indicar que la gente no tuvo una exposición previa a cualquiera de estas enfermedades, que proveía a los supervivientes de inmunidad. Otros historiadores creen que ambos brotes fueron de la viruela. Esta última opinión parece más probable que sea correcta, dado que las estimaciones de la evolución molecular datan el origen del sarampión en algún momento después del año 500.[cita requerida]

### Efectos
En su consternación, muchos buscaron protegerse con magia y otras supersticiones. Luciano de Samosata, fustigador de todas ellas, cuenta con ironía que un verso de Alejandro el Charlatán «enviado por él a todas las naciones durante la peste… se veía escrito sobre las puertas por doquiera», sobre todo en casas vacías. 
La epidemia tuvo drásticos efectos sociales y políticos en todo el Imperio romano: Barthold Georg Niebuhr llegó a la conclusión de que «el reinado de Marco Aurelio constituye un punto de inflexión en muchas cosas, y sobre todo en la literatura y el arte: «no tengo ninguna duda de que esta crisis fue provocada por esa plaga… El mundo antiguo nunca se recuperó del golpe asestado a ella por la peste que lo visitó en el reinado de Marco Aurelio».[cita requerida] Edward Gibbon y Mijaíl Rostóvtsev, sin embargo, atribuyen a la epidemia menos influencia en la crisis que las tendencias políticas y económicas, respectivamente.
Algunos de los efectos directos del contagio son dignos de destacar, sin embargo. Cuando las fuerzas imperiales se trasladaron al este bajo el mando del emperador Vero después de que las fuerzas de Vologases IV de Partia atacasen Armenia, la defensa de los romanos de los territorios orientales se vio afectada cuando un gran número de soldados sucumbieron a la enfermedad. Según los escritos de Paulo Orosio (siglo V), algunas aldeas y ciudades españolas e italianas y las provincias europeas perdieron todos sus habitantes. A medida que la enfermedad se propagaba por el norte hasta el Rin, también infectó los pueblos germanos y galos fuera de las fronteras del Imperio. Desde hacía varios años, estos grupos del norte habían presionado al sur en busca de más tierras para sostener sus crecientes poblaciones. Con sus filas raleadas por la epidemia, los ejércitos romanos no fueron capaces de rechazar a estas tribus. Desde 167 hasta su muerte, el emperador Marco Aurelio dirigió en persona varias legiones cerca del Danubio, tratando, con un éxito parcial, de controlar el avance de los pueblos germánicos a través del río. Una gran ofensiva contra los marcomanos se aplazó hasta 169 debido a la escasez de tropas.
Durante la campaña germana, Marco Aurelio escribió en griego su obra filosófica Meditaciones. En un pasaje (IX.2) afirma que incluso la peste que le rodea es menos letal que la falsedad, la mala conducta y la falta de un verdadero entendimiento. Mientras agonizaba, Marco Aurelio pronunció estas palabras: «No lloréis por mí. Pensad en la pestilencia y la muerte de tantos otros».[cita requerida]